# Gustaf Sjökvist

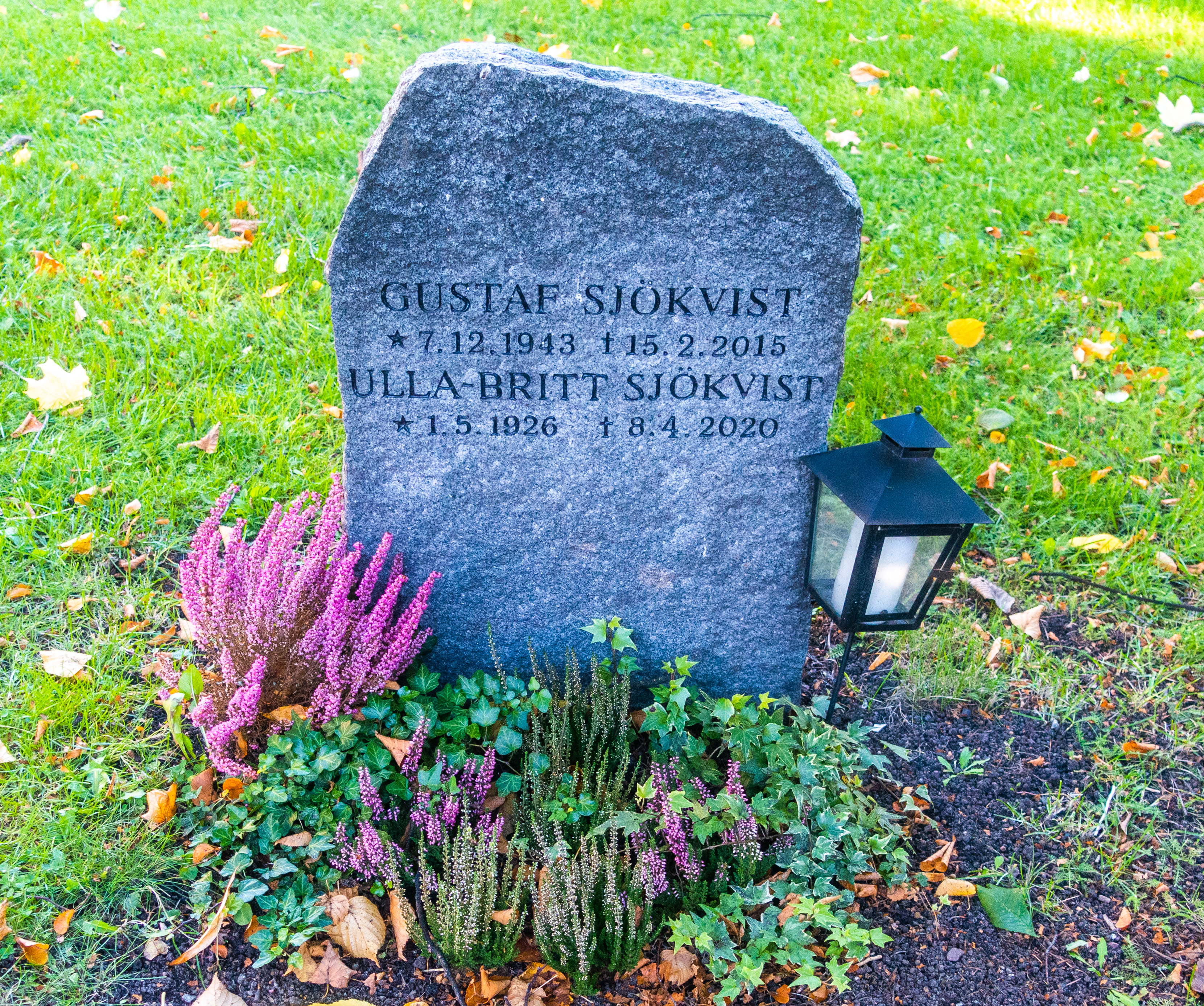
Gustaf Sjökvists gravsten på Katarina kyrkogård 2021.

Gustaf Lennart Sjökvist, född 7 december 1943 i Varbergs församling i Hallands län, död 15 februari 2015 i Katarina församling i Stockholm, var en svensk dirigent och kyrkomusiker med professors namn.

## Biografi
Sjökvist var biträdande domkyrkoorganist i Storkyrkan i Stockholm 1967–1981 och domkyrkoorganist där 1981–2011. År 2011 flyttade Gustaf Sjökvist och hans kammarkör sin bas till Ersta kyrka. Gustaf Sjökvist var ledamot av Kungliga Musikaliska Akademien sedan 1988 och dess preses sedan 2012. Sjökvist var verksam som både kör- och orkesterdirigent. Han har även varit musiklärare i Spånga gymnasium.
Sjökvist var musikaliskt ansvarig vid bröllopet mellan kronprinsessan Victoria och Daniel Westling 2010, en roll han hade även vid bröllopet mellan Carl XVI Gustaf och Silvia Sommerlath 1976.
Han var sedan år 1970 gift med Ulla-Britt Sjökvist (tidigare Aourell, 1926–2020). Paret vilar på Katarina kyrkogård i Stockholm.

## Dirigent
- Storkyrkans kör 1967–2011
- Radiokören 1986–1994
- Gustaf Sjökvists kammarkör 1994—2015

## Priser och utmärkelser
- 1982 – Norrbymedaljen
- 1988 – Ledamot nr 862 av Kungliga Musikaliska Akademien
- 1991 – Professors namn
- 1994 – Hugo Alfvénpriset
- 1996 – Årets körledare
- 1998 – Litteris et Artibus
- 1999 – Läkerols kulturpris
- 2000 – Hovorganist
- 2007 – Medaljen för tonkonstens främjande
- 2008 – Stockholms stads hederspris
- 2011 –  Ceciliapriset

## Filmmusik
- 1979 – Den åttonde dagen
- 1987 – Gyllene scener ur Jesu liv
- 1990 – Goda människor